# Shawn Mendes (Album)
Shawn Mendes ist das dritte Studioalbum des kanadischen Sängers und Songwriters Shawn Mendes. Es erschien im Mai 2018 bei Island Records.

## Entstehung und Veröffentlichung
Die Erstveröffentlichung von Shawn Mendes erfolgte am 25. Mai 2018 bei Island Records. Das Album erschien in seiner Originalausführung als CD (Katalognummer: 00602567550891) und LP (Katalognummer: 00602567569497) sowie zum Download und Streaming (Katalognummer: 00602567569466) mit 14 Titeln. Am gleichen Tag erschien auch eine Deluxeversion als CD (Katalognummer: 00602567569305), Download und Streaming, die um zwei Bonustitel erweitert wurde sowie eine limitierte Fanbox, der Merchandise hinzugelegt wurde (Katalognummer: 00602567550822). Am 19. Juni 2019 erschien eine „Spotify Deluxeversion“, auf der unter anderem der Nummer-eins-Hit Señorita zu finden ist.
Geschrieben und produziert wurden alle Lieder von Mendes selbst, lediglich an zwei Produktionen war er nicht beteiligt. Unterstützung erhielt er von verschiedenen, wechselnden Autoren und Produzenten, wie unter anderem Julia Michaels, Ed Sheeran oder auch Ryan Tedder.

## Titelliste
| #  | Titel                                 | Autor(en)                                                                        | Produzent(en)                           | Länge |
| -- | ------------------------------------- | -------------------------------------------------------------------------------- | --------------------------------------- | ----- |
| 1  | In My Blood                           | Teddy Geiger, Scott Harris, Shawn Mendes, Geoff Warburton                        | Teddy Geiger, Shawn Mendes              | 3:31  |
| 2  | Nervous                               | Julia Michaels, Scott Harris, Shawn Mendes                                       | Teddy Geiger, Shawn Mendes              | 2:44  |
| 3  | Lost In Japan                         | Teddy Geiger, Nate Mercereau, Scott Harris, Shawn Mendes                         | Teddy Geiger, Shawn Mendes              | 3:21  |
| 4  | Where Were You In The Morning?        | Teddy Geiger, Scott Harris, Shawn Mendes, Geoff Warburton                        | Teddy Geiger, Shawn Mendes              | 3:20  |
| 5  | Like To Be You (feat. Julia Michaels) | Julia Michaels, Scott Harris, Shawn Mendes                                       | John Mayer                              | 2:39  |
| 6  | Fallin' All In You                    | Teddy Geiger, Johnny McDaid, Ed Sheeran, Scott Harris, Fred Gibson, Shawn Mendes | Teddy Geiger, Shawn Mendes              | 3:55  |
| 7  | Particular Taste                      | Ryan Tedder, Shawn Mendes, Zach Skelton                                          | Ryan Tedder, Shawn Mendes, Zach Skelton | 2:55  |
| 8  | Why                                   | Teddy Geiger, Scott Harris, Shawn Mendes                                         | Teddy Geiger, Shawn Mendes              | 3:58  |
| 9  | Because I Had You                     | Teddy Geiger, Ryan Tedder, Scott Harris, Shawn Mendes, Zach Skelton              | Teddy Geiger, Ryan Tedder, Shawn Mendes | 2:22  |
| 10 | Queen                                 | Teddy Geiger, Scott Harris, Shawn Mendes, Geoff Warburton                        | Teddy Geiger, Joel Little               | 3:24  |
| 11 | Youth (feat. Khalid)                  | Teddy Geiger, Scott Harris, Shawn Mendes, Geoff Warburton, Khalid Robinson       | Joel Little, Shawn Mendes               | 3:10  |
| 12 | Mutual                                | Teddy Geiger, Ian Kirkpatrick, Scott Harris, Shawn Mendes, Geoff Warburton       | Teddy Geiger, Shawn Mendes              | 2:28  |
| 13 | Perfectly Wrong                       | Teddy Geiger, Scott Harris, Shawn Mendes, Geoff Warburton                        | Teddy Geiger, Shawn Mendes              | 3:32  |
| 14 | When You're Ready                     | Teddy Geiger, Scott Harris, Shawn Mendes, Geoff Warburton, Amy Allen             | Teddy Geiger, Shawn Mendes              | 2:49  |
|    | Deluxe Edition                        |                                                                                  |                                         |       |
| 15 | In My Blood (Acoustic)                | Teddy Geiger, Scott Harris, Shawn Mendes, Geoff Warburton                        | Teddy Geiger, Shawn Mendes              | 3:33  |
| 16 | Youth (feat. Khalid)                  | Teddy Geiger, Scott Harris, Shawn Mendes, Geoff Warburton, Khalid Robinson       | Joel Little, Shawn Mendes               | 3:10  |

## Singleauskopplungen
| Jahr | Titel                          | Höchstplatzierung, Gesamtwochen, AuszeichnungChartplatzierungen (Jahr, Titel, , Platzierungen, Wochen, Auszeichnungen, Anmerkungen) | Höchstplatzierung, Gesamtwochen, AuszeichnungChartplatzierungen (Jahr, Titel, , Platzierungen, Wochen, Auszeichnungen, Anmerkungen) | Höchstplatzierung, Gesamtwochen, AuszeichnungChartplatzierungen (Jahr, Titel, , Platzierungen, Wochen, Auszeichnungen, Anmerkungen) | Höchstplatzierung, Gesamtwochen, AuszeichnungChartplatzierungen (Jahr, Titel, , Platzierungen, Wochen, Auszeichnungen, Anmerkungen) | Höchstplatzierung, Gesamtwochen, AuszeichnungChartplatzierungen (Jahr, Titel, , Platzierungen, Wochen, Auszeichnungen, Anmerkungen) | Höchstplatzierung, Gesamtwochen, AuszeichnungChartplatzierungen (Jahr, Titel, , Platzierungen, Wochen, Auszeichnungen, Anmerkungen) | Anmerkungen                                                                    |
| Jahr | Titel                          | DE | AT | CH | UK | US | CA | Anmerkungen                                                                    |
| ---- | ------------------------------ | --- | --- | --- | --- | --- | --- | ------------------------------------------------------------------------------ |
| 2018 | In My Blood                    | DE8 Gold · (19 Wo.)DE | AT5 Platin · (18 Wo.)AT | CH5 (26 Wo.)CH | UK10 Platin · (15 Wo.)UK | US11 ×2Doppelplatin · (23 Wo.)US | CA1 ×6Sechsfachplatin · (33 Wo.)CA                                                                                                  | Erstveröffentlichung: 22. März 2018 Verkäufe: + 4.937.000                      |
| 2018 | Lost in Japan                  | DE69 (1 Wo.)DE | AT26 Gold · (1 Wo.)AT | CH23 (2 Wo.)CH | UK30 Gold · (11 Wo.)UK | US48 ×2Doppelplatin · (16 Wo.)US | CA5 ×4Vierfachplatin · (15 Wo.)CA                                                                                                   | Erstveröffentlichung: 23. März 2018 Verkäufe: + 3.613.000                      |
| 2018 | Youth                          | DE43 (6 Wo.)DE | AT18 (6 Wo.)AT | CH19 (7 Wo.)CH | UK35 Silber · (7 Wo.)UK | US65 Platin · (2 Wo.)US | CA9 Platin · (3 Wo.)CA | Erstveröffentlichung: 3. Mai 2018 Verkäufe: + 1.675.000; feat. Khalid          |
| 2018 | Where Were You in the Morning? | — | AT54 (2 Wo.)AT | CH71 (1 Wo.)CH | UK91 (1 Wo.)UK | — | CA23 Gold · (1 Wo.)CA | Erstveröffentlichung: 18. Mai 2018 Verkäufe: + 115.000                         |
| 2018 | Nervous                        | DE86 (1 Wo.)DE | AT39 (8 Wo.)AT | CH59 (3 Wo.)CH | UK54 (4 Wo.)UK | — | CA— GoldCA | Erstveröffentlichung: 23. Mai 2018 Verkäufe: + 220.000                         |
| 2019 | If I Can’t Have You            | DE14 Gold · (13 Wo.)DE | AT4 Platin · (15 Wo.)AT | CH8 (16 Wo.)CH | UK9 Platin · (17 Wo.)UK | US2 ×3Dreifachplatin · (23 Wo.)US                                                                                                   | CA2 ×5Fünffachplatin · (21 Wo.)CA                                                                                                   | Erstveröffentlichung: 3. Mai 2019 Verkäufe: + 5.005.000                        |
| 2019 | Señorita                       | DE1 ×3Dreifachgold · (40 Wo.)DE | AT1 ×4Vierfachplatin · (40 Wo.)AT                                                                                                   | CH1 (60 Wo.)CH | UK1 ×3Dreifachplatin · (40 Wo.)UK                                                                                                   | US1 ×5Fünffachplatin · (37 Wo.)US                                                                                                   | CA1 Diamant · (45 Wo.)CA | Erstveröffentlichung: 21. Juni 2019 Verkäufe: + 16.100.000; mit Camila Cabello |

## Kommerzieller Erfolg

### Chartplatzierungen
| ChartsChartplatzierungen       | Höchstplatzierung | Wochen |
| ------------------------------ | ----------------- | ------ |
| Deutschland (GfK)              | 3 (19 Wo.)        | 19     |
| Kanada (MC)                    | 1 (… Wo.)         | …      |
| Österreich (Ö3)                | 1 (39 Wo.)        | 39     |
| Schweiz (IFPI)                 | 1 (32 Wo.)        | 32     |
| Vereinigte Staaten (Billboard) | 1 (127 Wo.)       | 127    |
| Vereinigtes Königreich (OCC)   | 3 (44 Wo.)        | 44     |

| ChartsJahrescharts (2018)      | Platzierung |
| ------------------------------ | ----------- |
| Deutschland (GfK)              | 69          |
| Österreich (Ö3)                | 37          |
| Schweiz (IFPI)                 | 58          |
| Vereinigte Staaten (Billboard) | 55          |
| Vereinigtes Königreich (OCC)   | 59          |

| ChartsJahrescharts (2019)      | Platzierung |
| ------------------------------ | ----------- |
| Vereinigte Staaten (Billboard) | 38          |

| ChartsJahrescharts (2020)      | Platzierung |
| ------------------------------ | ----------- |
| Vereinigte Staaten (Billboard) | 90          |

### Auszeichnungen für Musikverkäufe
| Land/Region                  | Auszeichnungen für Musikverkäufe (Land/Region, Auszeichnung, Verkäufe) | Verkäufe  |
| ---------------------------- | ---------------------------------------------------------------------- | --------- |
| Australien (ARIA)            | 2× Platin                                                              | 140.000   |
| Belgien (BRMA)               | Gold                                                                   | 10.000    |
| Brasilien (PMB)              | Diamant                                                                | 160.000   |
| Dänemark (IFPI)              | 2× Platin                                                              | 40.000    |
| Frankreich (SNEP)            | Platin                                                                 | 100.000   |
| Italien (FIMI)               | Gold                                                                   | 25.000    |
| Kanada (MC)                  | 6× Platin                                                              | 480.000   |
| Kolumbien (ASINCOL)          | 4× Platin                                                              | 40.000    |
| Mexiko (AMPROFON)            | 5× Gold                                                                | 150.000   |
| Neuseeland (RMNZ)            | 2× Platin                                                              | 30.000    |
| Norwegen (IFPI)              | 3× Platin                                                              | 60.000    |
| Österreich (IFPI)            | Platin                                                                 | 15.000    |
| Philippinen (PARI)           | 7× Platin                                                              | 105.000   |
| Polen (ZPAV)                 | 4× Platin                                                              | 80.000    |
| Schweden (IFPI)              | Gold                                                                   | 15.000    |
| Schweiz (IFPI)               | Platin                                                                 | 20.000    |
| Singapur (RIAS)              | 3× Platin                                                              | 30.000    |
| Spanien (Promusicae)         | Gold                                                                   | 20.000    |
| Thailand (TECA)              | 2× Platin                                                              | 20.000    |
| Vereinigte Staaten (RIAA)    | Platin                                                                 | 1.000.000 |
| Vereinigtes Königreich (BPI) | Platin                                                                 | 300.000   |
| Insgesamt                    | 5× Gold · 42× Platin · 1× Diamant ·                                    | 2.840.000 |

Hauptartikel: Shawn Mendes/Auszeichnungen für Musikverkäufe